# Alexander von Humboldt (skib)
|  | Den tyske videnskabsmand behandles i opslaget Alexander von Humboldt |
Alexander von Humboldt blev bygget i 1906 på det tyske værft AG Weser i Bremen. Skibet løb af stabelen den 10. september 1906 som det første af fire søsterskibe. Skibet var oprindeligt et fyrskib og navnet var Reserve Sonderburg. Hun sejlede over hele Nordsøen og Østersøen indtil 1986, hvor en ombygning forvandlede skibet til en tremastet bark på det tyske værft Motorwerke Bremerhaven. Ved samme lejlighed fik skibet den karakteristiske grønne farve på skrog og sejl. I 1988 indgik skibet under dets nuværende navn Alexander von Humboldt i den tyske skoleskibsflåde under "Deutsche Stiftung Sail Training". Lanternen fra fyrskibet kan stadig ses på søfartsmuseet i Kiel.

Alexander von Humboldt II (de) er en tysk traditionel bark bygget i 2011 som erstatning for skoleskibet Alexander von Humboldt fra 1906. Som dets forgænger er skroget malet i den karakteristiske grønne farve. Skibet er det første traditionelle fartøj bygget i Tyskland siden 1958.
På den forreste og midterste mast bærer skibet råsejl, mens der i mesanmasten, skibets agterste mast, bæres gaffelsejl.  I alt sejler Alexander von Humboldt II med 24 sejl med et samlet sejlareal på 1.360 m². I modsætning til sin forgænger fører Alexander Humboldt II ikke skysail på stormasten. I gunstige vindforhold sejler hun op til 14 knob. Og hvis vinden ikke blæser, sørger en 750 hestekræfters motor for at nå den næste havn i tide.
ALEX-2 ejes og drives af Deutsche Stiftung Sail Training, som også hører hjemme i skibets hjemhavn: Bremerhaven

Info om Alexander von Humboldt II:
Nationalitet: Tyskland
Længde: 65 meter
Bredde: 10 meter
Mastehøjde: 33 meter
Alexander von Humboldt II deltager i Tall Ships' Races, en årlig regatta for skoleskibe. Herudover er skibet kendt som reklameskib for Brauerei Beck & Co.
53°04′29″N 8°48′12″Ø / 53.07481°N 8.80324°Ø